# Bath (Míchigan)
Bath es un lugar designado por el censo (en inglés, census-designated place) ubicado en el condado de Clinton, Míchigan, Estados Unidos. Según el censo de 2020, tiene una población de 2841 habitantes.
Está situado en el municipio de Bath.

## Geografía
La localidad está ubicada en las coordenadas 42°49′8″N 84°27′16″O / 42.81889, -84.45444. Según la Oficina del Censo de los Estados Unidos, tiene una superficie total de 15.70 km², de la cual 15.18 km² corresponden a tierra firme y 0.52 km² son agua.

## Demografía
Según el censo de 2020, hay 2841 personas residiendo en la localidad. La densidad de población es de 187.15 hab./km². El 89.69% de los habitantes son blancos, el 1.48% son afroamericanos, el 0.14% son amerindios, el 1.16% son asiáticos, el 1.02% son de otras razas y el 6.51% son de una mezcla de razas. Del total de la población, el 4.33% son hispanos o latinos de cualquier raza.